# Éric Joisel
Éric Joisel (nacido el 15 de noviembre de 1956 en Montmorency, Valle del Oise, Francia; fallecido el 10 de octubre de 2010 en Argenteuil, Valle del Oise) fue uno de los grandes maestros occidentales de la papiroflexia u origami, destacándose por la tridimensionalidad y detalle de sus creaciones lo que las asemeja a esculturas. También fue muy característico en su obra la caricaturización de sus figuras humanas en la tradición francesa del pintor y escultor Honoré Daumier.

## Información biográfica
Éric Joisel, nacido en Montmorency, comuna suburbana al Norte de París, fue el menor de 5 hermanos en una familia de condición muy humilde. Si bien de adolescente ya siente una marcada inclinación por el arte: el dibujo, la escultura, y el modelado de arcilla (los que comienza a estudiar en 1973), por presiones familiares inicia estudios de derecho que pronto abandona para dedicarse de lleno al arte. 
A principios de la década del 80 del siglo pasado, descubre el autorretrato plegado del maestro japonés del origami Akira Yoshizawa. A partir de ese momento comienza a interesarse en el arte del origami, compra los libros de Yoshizawa (y también de Toyoaki Kawai y de Kunihiko Kasahara), pliega sus modelos y los analiza para interiorizarse en la concepción origamística de la representación de la realidad. Descubre el wet-folding o plegado en húmedo utilizado por Yoshizawa para dar aspecto redondeado, escultural, a sus obras. Así, Éric, según sus propias palabras, se inició en el origami en 1983, llegando a ser un plegador profesional en 1992. La persona que enseña los primeros pliegues a Éric en 1983 fue el origamista japonés Usataro Kimura, entonces residente en Francia.
Expone sus obras por primera vez en 1987 en el "Espace Japon à Paris" junto con el artista japonés Usataro Kimura.
Hacia 1988 comienza a crear modelos de animales con escamas utilizando la técnica "box-pleating" y concebidos como figuras 3D. Luego trabajó durante años en máscaras y rostros humanos llegando a perfeccionar la técnica del plegado curvo, que aplicó después a la realización de figuras humanas completas de origami.
Hasta 1991 trabajó en publicidad y en una imprenta. En 1992 realiza los plegados y packaging para los perfumes Cartier.
En 1993 se asoció a la empresa France-Origami, en la que permaneció por 6 años. Trabajaba para todo tipo de eventos y con todo tipo de medios, exposiciones y actividades en centros culturales, librerías, etc..
En 1996 su modelo de "Erizo" fue premiado por la Nippon Origami Association (NOA). En 1999 fue invitado por Akira Yoshizawa a su exposición en Matsuya Ginza en Tokio.
En 2005 participó en la exposición "Masters of origami" en Salzburgo, Austria, que reunió a los origamistas más renombrados del Mundo.
Éric dedicó mucho tiempo a la enseñanza y difusión del origami en Francia; en sus palabras: "En una veintena de años, he debido enseñar por lo menos 20.000 horas, a cerca de 500.000 personas".
Entre los origamistas preferidos de Éric se encontraban: Akira Yoshizawa, Paul Jackson, Herman Van Goubergen, Alfredo Giunta, y Giang Dinh. Por otra parte odiaba lo diagramas de modelos de innumerables pasos, con alardes de gran técnica y complejidad por la complejidad misma, pero sin vida.
En el documental sobre el Mundo del origami "Between the folds" del año 2009, dirigido por Vanessa Gould, se presenta a Éric Joisel y sus creaciones, junto a otros destacados maestros del origami mundial.
Éric Joisel falleció en Argenteuil el 10 de octubre de 2010, a la edad de 53 años a consecuencia de un cáncer pulmonar. Residía en la comuna Sannois, al Norte de París. No se había casado ni tenía hijos.

## Creaciones
Éric Joisel decía que: "el 50 % del proceso de plegado de un modelo consiste en producir la forma general, completamente geométrica y tan fea que da miedo, el 50 % restante continúa deformando y destruyendo la forma obtenida, para darle volumen, líneas curvas y sobre todo vida".
Una decena de sus diagramas pueden encontrarse en el sitio web dedicado a Éric Joisel. No hay muchos más realizados por Joisel, por más que se busque en revistas, libros de convenciones, y libros recopilatorios de diagramas de origami.
En el libro homenaje: "Éric Joisel: The magician of origami", pueden encontrarse además de fotografías de sus modelos más representativos, los cp (crease patterns) de algunos de ellos. También en este libro se publican varios textos y artículos de y sobre Éric Joisel y su arte.
El origamista Ruso Andrey Ermakov ha diagramado los modelos del "Caracol" y del "Erizo" de Joisel, así como una versión del "Self-made-man".
Las creaciones de Éric Joisel, básicamente pueden agruparse en: modelos de animales ("Rata", "Gato", "Gallo"); máscaras, rostros y bustos; y figuras humanas ("Dwarf", "Sirena", "Músicos", "Bárbaros", "Commedia Dell'Arte").
Su modelo de la rata se ha popularizado a lo largo y ancho del Mundo a partir del diagrama en el sitio dedicado a Éric Joisel, de la versión de la AEP (Asociación Española de Papiroflexia) que puede descargarse del sitio web de dicha asociación, y de su publicación en diversas revistas y libros de origami.
El origamista Brasileño Jo Nakashima ha realizado videotutoriales sobre el plegado de los modelos del "Gato" y de la "Rata" de Éric Joisel. La origamista Sara Adams también ha realizado un videotutorial sobre el plegado de la "Rata" de Joisel.
El origamista Boliviano Ricardo Montecinos ha realizado los cps (crease pattern) y también fotodiagramas de las variaciones de los Dwarf y de la banda de músicos, así como de algunos instrumentos musicales que fueron deducidos de las fotos.
En la Origami Database puede encontrarse un detalle de la mayor parte de sus modelos y dónde encontrarlos.